# Tatooine
Vous lisez un « bon article » labellisé en 2021.
Cet article possède un paronyme, voir Tataouine.
Astre fictif apparaissant dans
Star Wars.
Tatooine est une planète-désert de l’univers de fiction Star Wars. Située dans la Bordure extérieure, cette planète orbite autour des étoiles binaires Tatoo I et II. Il s'agit du monde d'origine de la famille Skywalker.
Malgré la chaleur torride qui règne à sa surface, Tatooine est le monde d'origine des tuskens et des jawas. Étant éloignée du centre de la galaxie, elle n'est pas sous la juridiction de la République galactique, ni de l'Empire galactique ultérieurement. Du fait de sa position stratégique dans ce secteur de la galaxie, la planète est aux mains des Hutts, elle est dirigée par le seigneur du crime Jabba le Hutt.
Elle apparaît dans plusieurs films de la saga : La Menace fantôme, L'Attaque des clones, La Revanche des Sith, Un nouvel espoir, Le Retour du Jedi, L'Ascension de Skywalker, ainsi que dans le film dérivé The Clone Wars. Les scènes extérieures ont été tournées en Tunisie et dans le parc national de la vallée de la Mort aux États-Unis.
En plus des films, Tatooine est représentée dans les séries télévisées The Clone Wars, Obi-Wan Kenobi, Rebels, The Mandalorian, Le Livre de Boba Fett et Resistance, dans les mises en roman des films dans lesquels elle apparaît, ainsi que dans plusieurs romans, jeux vidéo et bandes dessinées.

## Contexte
L'univers de Star Wars se déroule dans une galaxie qui est le théâtre d'affrontements entre les Chevaliers Jedi et les Seigneurs noirs des Sith, personnes sensibles à la Force, un champ énergétique mystérieux leur procurant des pouvoirs parapsychiques. Les Jedi maîtrisent le Côté lumineux de la Force, pouvoir bénéfique et défensif, pour maintenir la paix dans la galaxie. Les Sith utilisent le Côté obscur, pouvoir nuisible et destructeur, pour leurs usages personnels et pour dominer la galaxie.

## Géographie

### Situation spatiale

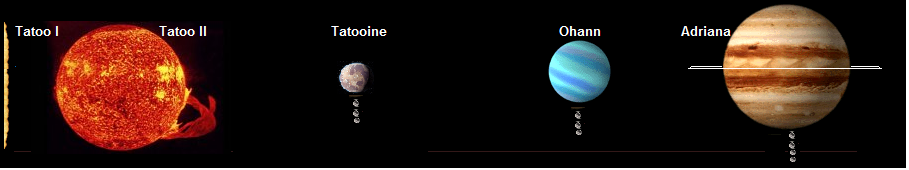
Le système planétaire de Tatooine.

Orbitant autour des étoiles binaires Tatoo I et II, Tatooine est l'une des trois planètes du système qui porte son nom,. Trois lunes orbitent autour de la planète : Ghomrassen, Guermessa et Chenini,. Elle est située à la jonction de deux voies hyperspatiales : la Route commerciale de Triellus et la Passe corellienne. Le système de Tatooine est compris dans le secteur Arkanis, lui-même situé dans la Bordure extérieure.

### Topographie
La surface de Tatooine est entièrement recouverte de silice. L'air y est déshydraté et le sol desséché, ce qui en fait un lieu hostile pour la vie. La Mer de dunes (nom donné au grand désert de sable qui recouvre une partie de la planète) serait selon certaines légendes jawa les restes d'un immense océan. Le reste de la surface est parsemé de canyons et mesas.

### Formes de vie

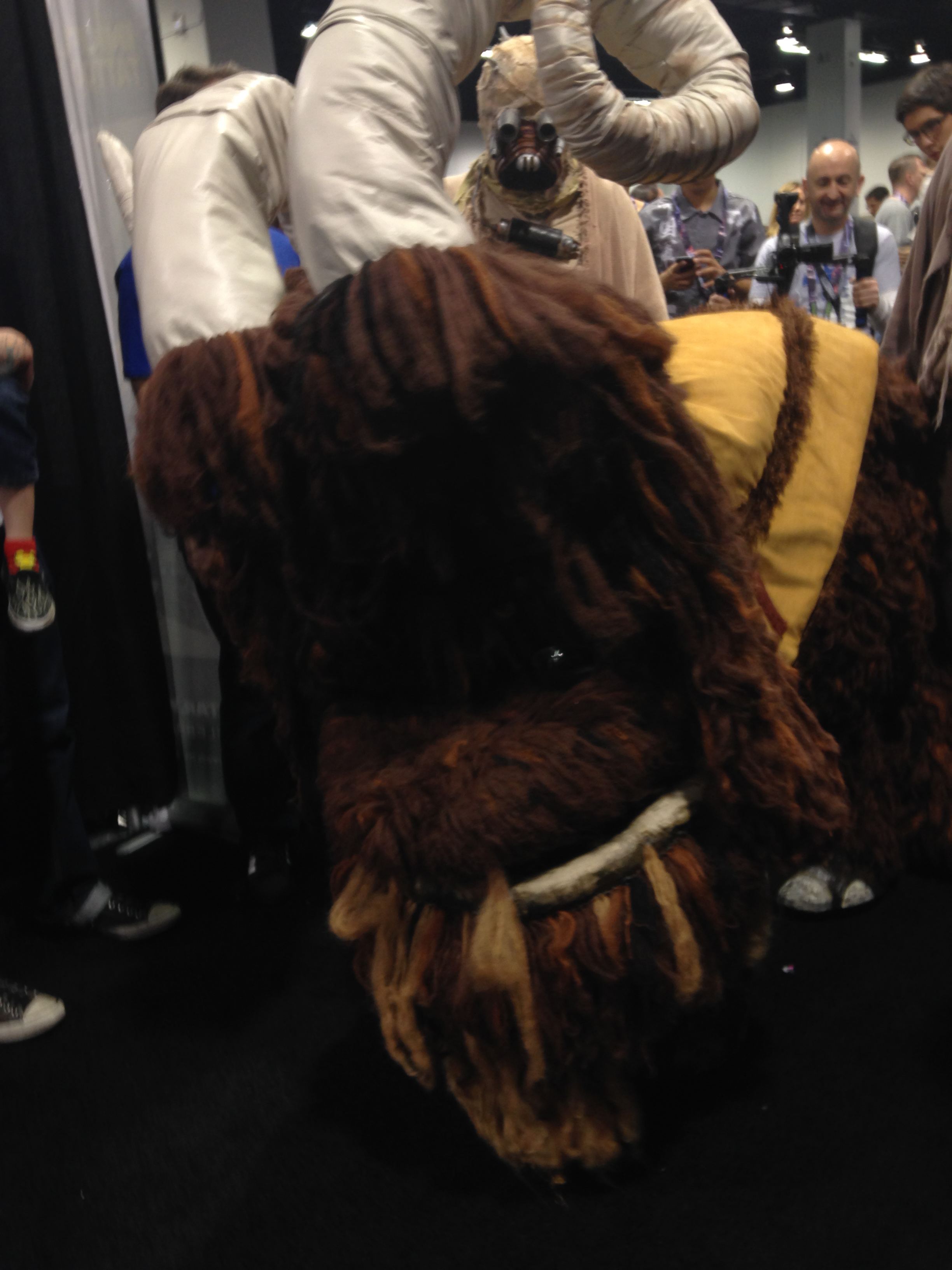
Cosplay d'un tusken chevauchant un bantha.

La faune de Tatooine est diversifiée. Parmi les espèces domestiquées, la plupart servent comme bête de somme et monture. Les principales sont : le bantha, le dewback, l'éopie, le jerba et le ronto,,,. Le massif est utilisé comme animal de compagnie par les tuskens.
Le principal prédateur est le dragon krayt. Il s'agit d'un lézard mesurant cinq mètres en moyenne. Il est au sommet de la chaîne alimentaire mais est régulièrement chassé à cause de la perle qu'il produit. Le sarlacc est un autre grand prédateur de Tatooine, il vit dans un trou et capture ses proies grâce à ses tentacules. Parmi les autres prédateurs de la planète, se trouvent : l'anooba qui vit en meute, le rat womp qui peut mesurer jusqu'à deux mètres et qui vit aussi en meute,, le vixus qui parasite ses proies en pondant des œufs dans leur corps, et le worrt qui est principalement insectivore.
La manta neebraise est un animal atypique puisque bien qu'originaire de Tatooine, elle vit dans les gaz stellaires qui constituent son principal régime alimentaire.

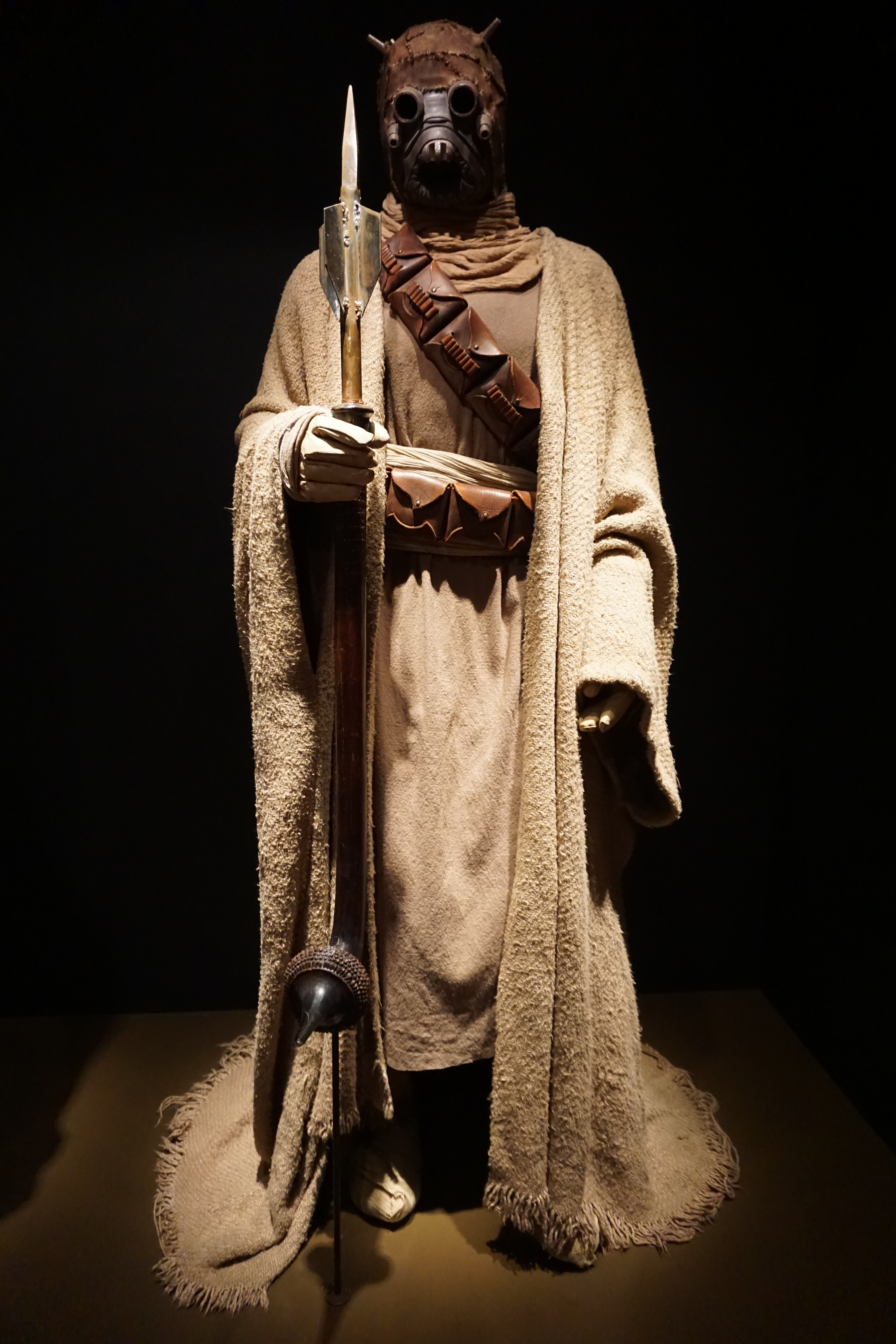
Costume d'un Tusken Raider, les habitants autochtones de Tatooine.

Outre ces animaux, deux espèces intelligentes sont natives de Tatooine : les tuskens et les jawas. Les premiers vivent en tribus selon leurs anciennes traditions nomades. Ils se heurtent fréquemment aux colons, avec qui ils se disputent le peu d'humidité présent sur la planète. Ils portent des vêtements épais qui les protègent de la chaleur des deux soleils, leur visage est dissimulé sous un masque. Leur arme traditionnelle est le bâton gaderffii bien qu'il leur arrive d'utiliser des armes volées. Les jawas sont de petits êtres encapuchonnés avec des yeux luisants. Ils vivent en clan dans des cités fortifiées ou dans des chars des sables abandonnés par les mineurs,. Ils survivent grâce à la revente de pièces détachées et de droïdes abandonnés qu'ils trouvent.

### Habitations

#### Villes

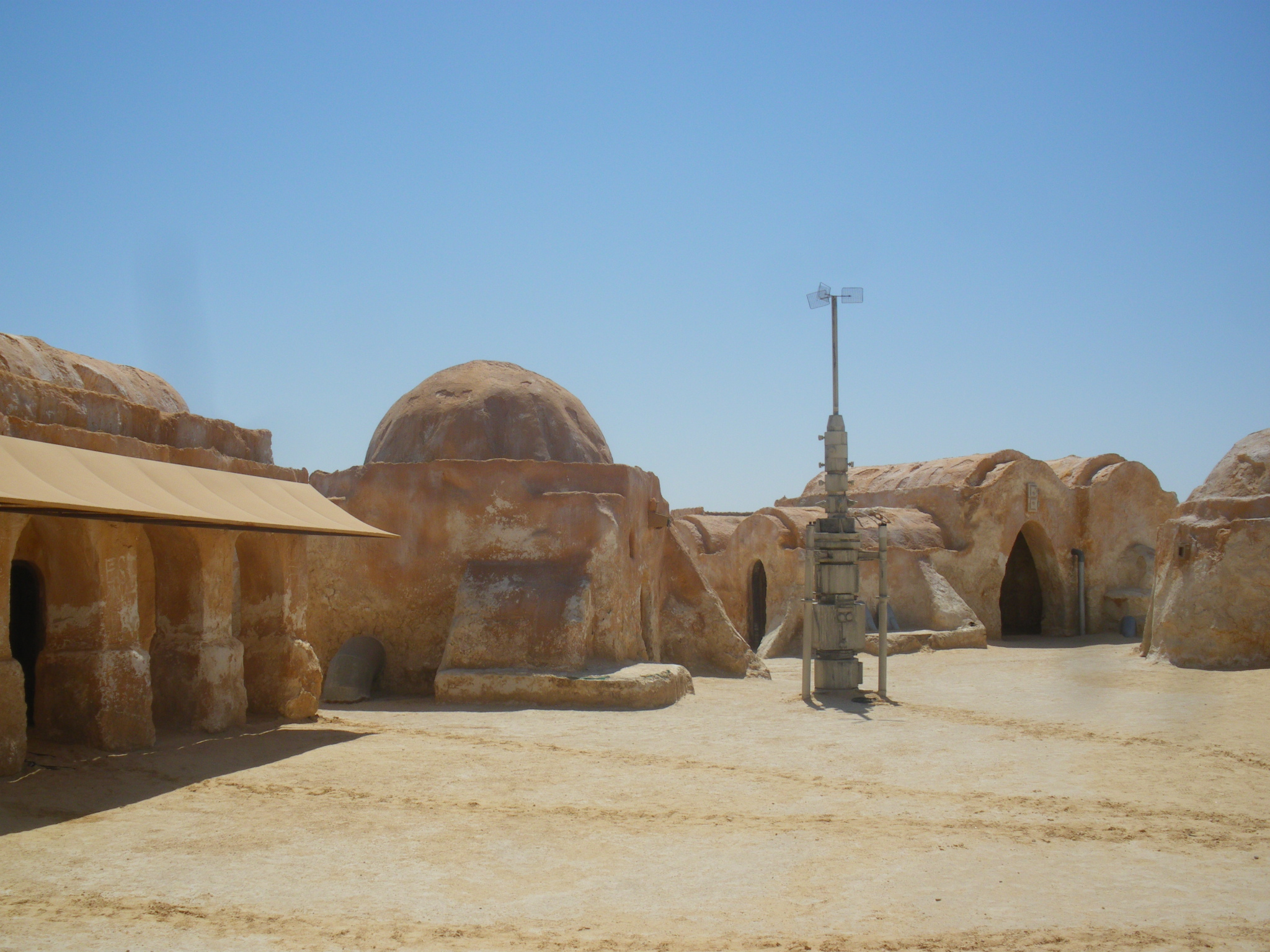
Une rue de Mos Espa telle qu'elle est visible dans la prélogie.

Avant que l'avènement de l'Empire ne contraigne le seigneur du crime Jabba le Hutt à transférer ses activités, Mos Espa est la plus grande ville de Tatooine, et d'une certaine façon, sa capitale. Son spatioport, près duquel se situe l'atelier du ferrailleur Watto où le Jedi Qui-Gon Jinn fait la rencontre du jeune Anakin Skywalker, permet à la ville de prospérer, et le commerce des esclaves est l'une de ses principales activités économiques. Ceux-ci disposent même de leur propre quartier dans la banlieue. 
Tous les ans se déroule la fête de la Boonta dans l'arène de Mos Espa. Il s'agit de la plus grande course de modules de Tatooine. D'une capacité de plus de cent mille spectateurs venus de toute la Galaxie, elle enregistre le plus haut taux de mortalité. Durant la course, dix-huit modules s'affrontent à plus de sept-cents kilomètres par heure pour être le premier à franchir la ligne d'arrivée.
Toutefois, Mos Eisley est la plus grande ville de Tatooine durant la période impériale,. Plus grand spatioport de la planète avec ses trois-cent-soixante-deux hangars, elle attire principalement les marchands, les contrebandiers et les criminels. L'un de ses lieux emblématiques est la cantina de Chalmun où le jeune Luke Skywalker et le Jedi Obi-Wan Kenobi font la rencontre des contrebandiers Chewbacca et Han Solo,.
Enfin, Mos Pelgo est un petit village composé d'une rue principale sur laquelle se trouvent une vingtaine de maisons. Après la chute de l'Empire, le village est protégé par le marshal Cobb Vanth. Lorsque Mos Pelgo est attaqué par un dragon krayt, ses habitants, des tuskens et le chasseur de primes surnommé « Le Mandalorien » s'allient pour le vaincre.

#### Fermes d'humidité

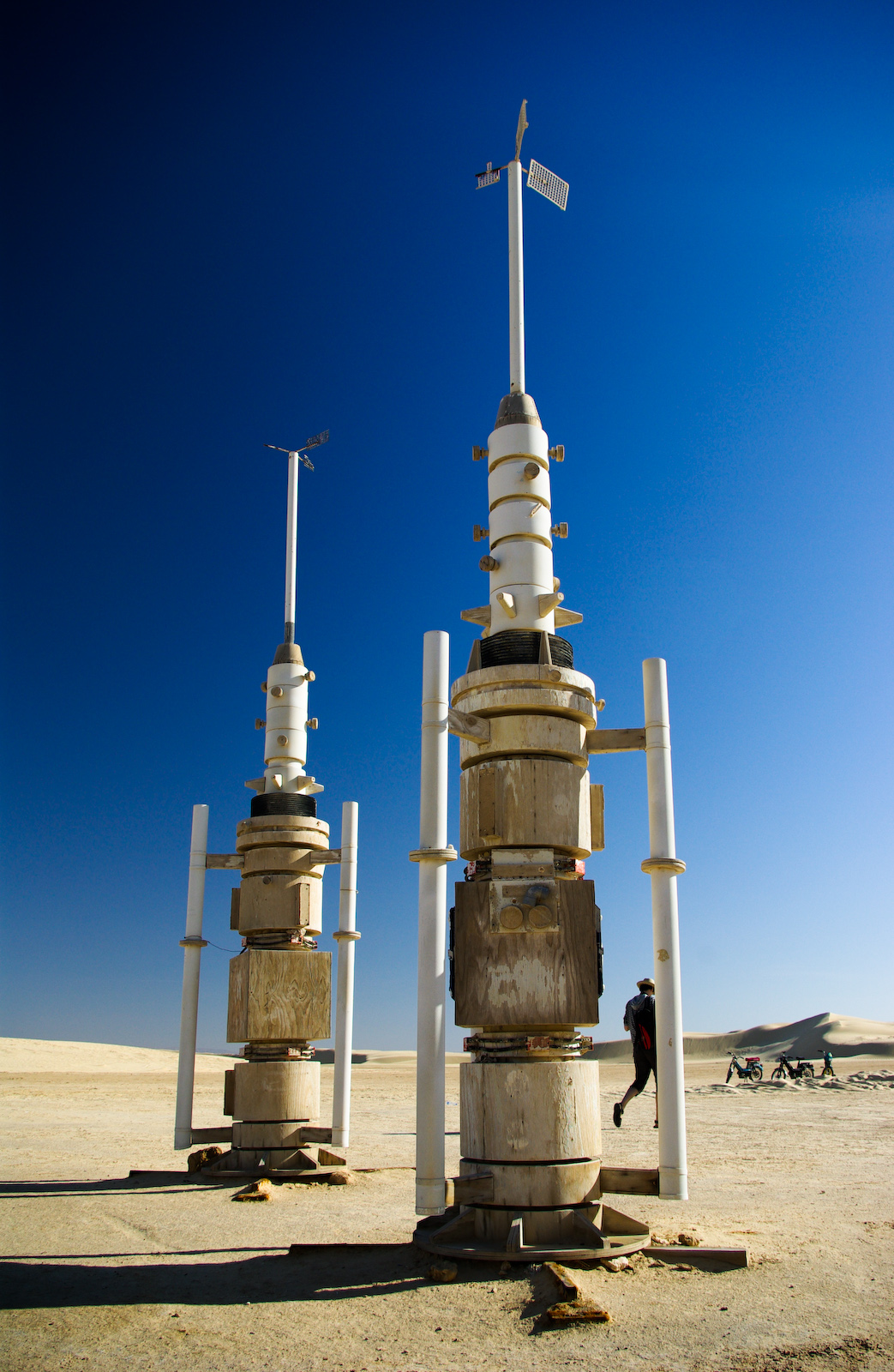
Des vaporateurs d'eau.

Le climat aride et sec de Tatooine contraint les colons à s'équiper de vaporateurs d'eau. Ces derniers permettent de récupérer le peu d'humidité qui se trouve dans l'air et de le liquéfier. Certains colons possèdent des champs de vaporateurs dont ils vendent la récolte. Luke Skywalker notamment a grandi dans l'une de ces fermes, celle de son oncle Owen Lars. Il s'agit d'un bien précieux qui nécessite par conséquent d'être protégé. En effet, les vaporateurs sont régulièrement la cible des tuskens.

## Univers officiel

### Avant l'Empire
Très longtemps avant l'avènement de l'Empire, Tatooine était un monde bien plus accueillant. La zone qui devient plus tard la Mer de dunes était alors un océan. Après que la planète est devenue désertique, des colons s'installent pour exploiter les ressources minérales de Tatooine. Cependant, l'activité minière est rapidement interrompue car le métal de la planète est inexploitable et inutilisable. L'équipement abandonné par les mineurs est récupéré par les jawas, qui font des chars des sables, des véhicules de raffinement de minerai, une part intégrante de leur culture. Plus tard, les hutts arrivent et prennent le contrôle de Tatooine.
Bien après ces événements, alors qu'il escorte la reine Padmé Amidala de Naboo, le chevalier Jedi Qui-Gon Jinn est contraint de se poser sur cette planète isolée de la Galaxie,. Tandis qu'il est à la recherche de pièces détachées pour son vaisseau à Mos Espa, il fait la rencontre du jeune Anakin Skywalker et de sa mère Shmi, deux esclaves appartenant à Watto, un ferrailleur. Il découvre rapidement que le jeune Anakin a une forte affiliation avec la Force, il le soupçonne d'être l'« élu ». Sans argent, Qui-Gon ne peut ni acheter les pièces qui lui sont nécessaires, ni libérer Anakin et sa mère. Il effectue donc un pari avec Watto dans lequel il met en jeu son vaisseau, contre les pièces manquantes pour le réparer et le jeune Skywalker. Il parvient à remporter le pari grâce à Anakin qui finit premier à la course de la Boonta. Mais alors qu'ils étaient sur le point d'embarquer et de quitter la planète, ils sont attaqués par une menace que les Jedi croyaient disparue : les Sith. Le chevalier Jedi combat Dark Maul et parvient à prendre la fuite à bord de son vaisseau,.

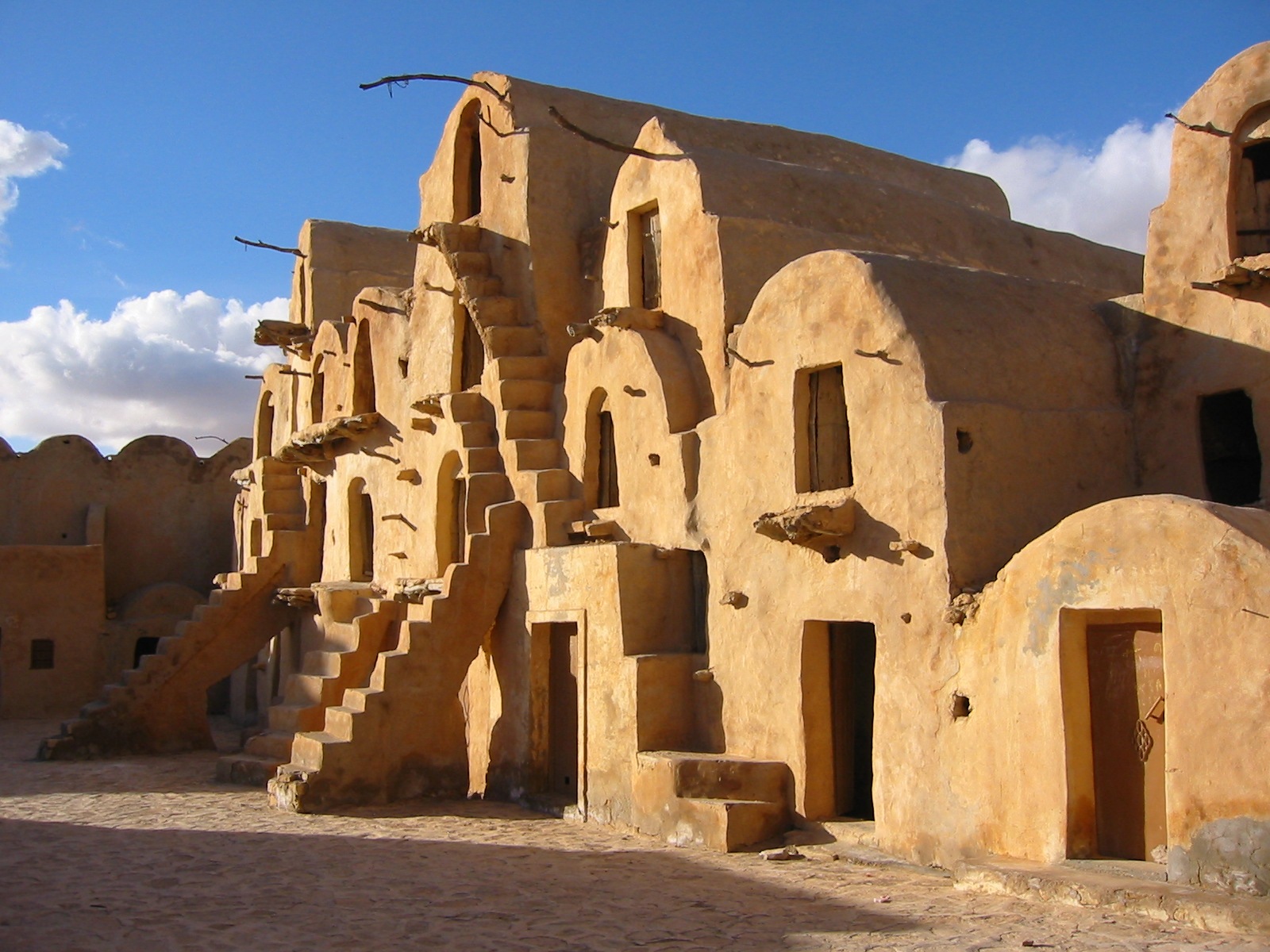
Lieu de tournage du quartier des esclaves de Mos Espa où résident Shmi et Anakin Skywalker dans la prélogie.

Dix ans plus tard, Anakin est devenu un chevalier Jedi et est chargé de la protection de la sénatrice Amidala à la suite d'une tentative d’assassinat. Après l'avoir emmenée sur Naboo, le jeune homme se met à avoir des visions de sa mère torturée. Il décide donc de se rendre sur Tatooine accompagné de Padmé. Il apprend que sa mère a été libérée et qu'elle s'est mariée à Cliegg Lars, un fermier d'humidité. Le Jedi fait la rencontre de son beau-père, et de son beau-frère et son épouse, Owen et Beru, qui lui expliquent que Shmi a été enlevée par des tuskens. Anakin part à sa recherche seul dans le désert. Il la retrouve mourante dans une tente d'un campement tusken. Elle meurt peu de temps après avoir été retrouvée, lui exprimant une dernière fois l'amour qu'elle lui porte. Pris de colère, le Jedi se laisse tomber dans le côté obscur et massacre tous les membres de la tribu qui a fait du mal à sa mère. Il quitte définitivement la planète après avoir reçu un message de détresse de son maître Obi-Wan Kenobi sur Géonosis,,.

### Ère impériale
L'Empire galactique vient tout juste d'être proclamé et les Jedi presque tous massacrés, quand Obi-Wan Kenobi s'installe sur la planète désertique pour veiller sur le jeune Luke Skywalker qu'il confie à Owen et Beru Lars,,.
Plus de quinze ans après, le rebelle Ezra Bridger, avec son droïde Chopper, rejoint Tatooine après avoir eu une vision où Obi-Wan Kenobi est en danger grâce à un holocron Sith. Mais une fois arrivés sur la planète désertique, ils sont attaqués par une horde de pillards tuskens qui détruisent son vaisseau. Il est aidé par l'ancien Sith Maul qui parvient à faire fuir les Hommes des sables. Maul finit cependant par le laisser avec son droïde. Ezra parvient tout de même à trouver l'ancien maître Jedi qui lui explique qu'il a été manipulé par l'holocron. Maul réapparaît pour un ultime duel au sabre laser contre son plus ancien ennemi et meurt. Ezra et Chopper quittent Tatooine et rejoignent la base rebelle, tandis qu'Obi-Wan retourne à la ferme des Lars pour surveiller le jeune Luke Skywalker,,.
Une vingtaine d'années après l'avènement de l'Empire, à la suite de la bataille de Scarif, le croiseur rebelle Tantive IV avec les plans de la station impériale Étoile de la mort à son bord est pris en chasse au-dessus de Tatooine par un croiseur impérial. Tandis que son vaisseau est intercepté, la princesse Leia transfère les plans à R2-D2 qui s'échappe dans une capsule de sauvetage avec son compagnon C-3PO. Les deux droïdes se retrouvent au milieu du désert et sont capturés par un groupe de jawas qui les revend à Owen Lars. Celui-ci les confie à son neveu Luke Skywalker pour qu'il les nettoie, il active involontairement un message que la princesse avait donné à R2-D2 et destiné au Jedi Obi-Wan Kenobi. Luke et les droïdes partent à la recherche du Jedi, mais ils sont attaqués par des tuskens. Maître Kenobi arrive à temps pour les sauver. Cependant, ils sont traqués par les forces de l'Empire qui ont assassiné l'oncle et la tante de Luke. Ils rejoignent la ville de Mos Eisley où ils engagent les contrebandiers Han Solo et Chewbacca pour les emmener sur Alderaan, la planète de la princesse,.

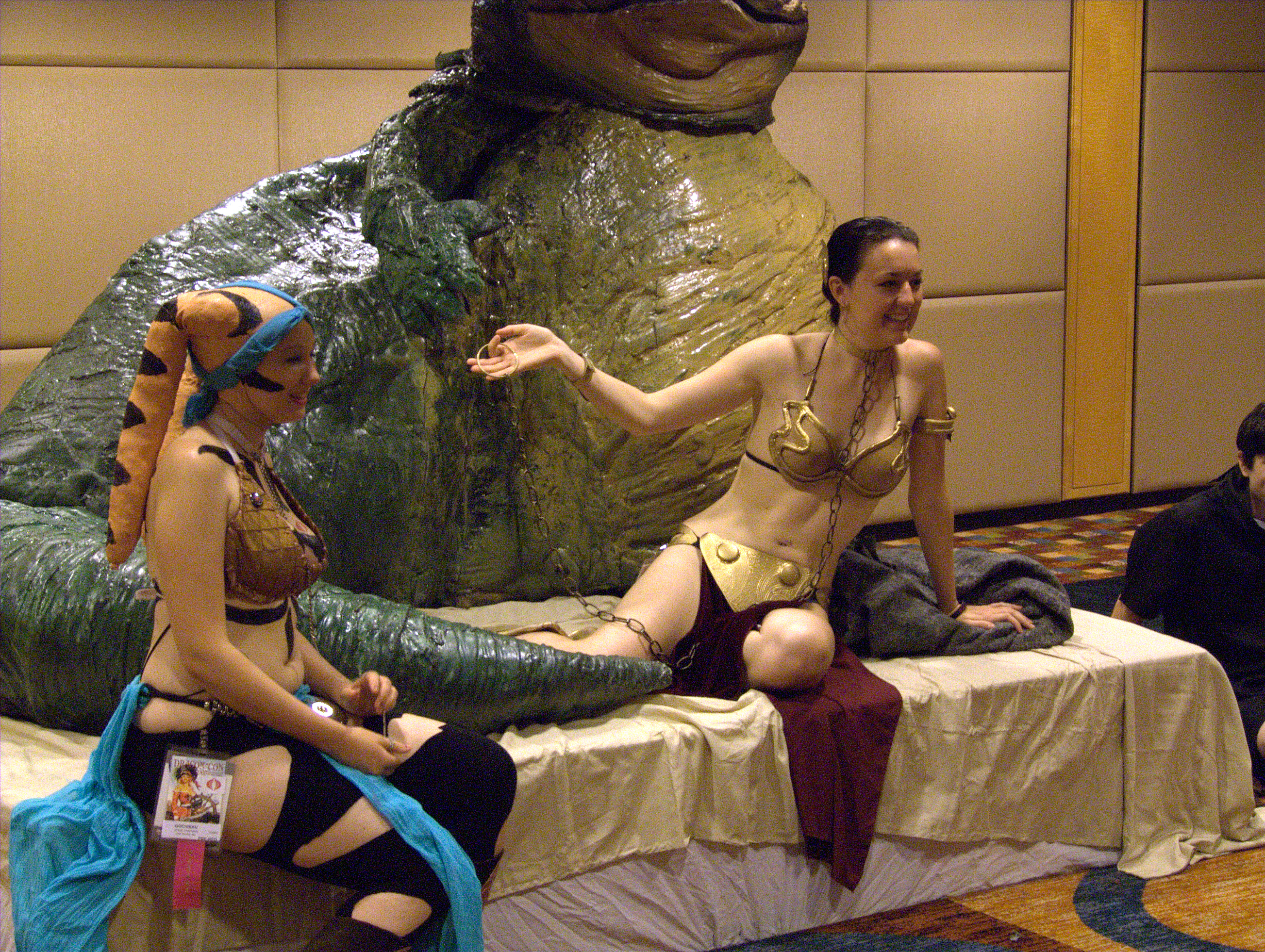
Sculpture de Jabba le Hutt, un cosplay d'une esclave twi'lek et un cosplay de Leia Organa alors qu'elle est son esclave lors du sauvetage de Han Solo.

Quelques années plus tard, le chasseur de primes Boba Fett ramène le corps de Solo congelé dans de la carbonite à Jabba le Hutt afin de toucher une récompense. Cependant, les amis de Han élaborent un plan pour infiltrer le palais. Ils se font capturer mais parviennent à se libérer et à tuer Jabba.

### Après l'Empire
Cinq ans après la chute de l'Empire, le chasseur de primes surnommé « Le Mandalorien » se rend à plusieurs reprises sur Tatooine. La première fois, le chasseur de primes s'y pose en urgence afin de réparer son vaisseau, le Razor Crest. Pour payer les réparations, il accepte d'aider un chasseur à traquer Fennec Shand, une autre chasseuse de primes. Cependant le chasseur élimine Shand quand elle lui apprend que Le Mandalorien a plus de valeur qu'elle. Il tend alors un piège à celui-ci dans le hangar où est posé son vaisseau. Din Djarin est contraint de le tuer et récupère l'argent de son agresseur pour payer les réparations du Razor Crest.
Quelque temps plus tard, Le Mandalorien est à la recherche des siens et apprend que quelqu'un a été vu avec une armure mandalorienne dans le village de Mos Pelgo sur Tatooine. Cependant, ce n'est pas un mandalorien qui la porte, mais le marshal Cobb Vanth. Celui-ci accepte d'échanger son armure si Din Djarin l'aide à tuer un dragon krayt qui terrorise son village. Avec l'aide des tuskens, ils trouvent le repaire de l'animal dans l'ancien nid d'un sarlacc, et grâce notamment à de nombreux explosifs, parviennent à vaincre le dragon krayt. Tandis qu'il retourne à son vaisseau à travers le désert de Tatooine avec ce que le marshal lui avait promis, Le Mandalorien est observé par l'ancien chasseur de primes Boba Fett qui reconnaît son armure,,. Après avoir passé quelque temps au côté du Mandalorien, Boba Fett et Fennec Shand retournent sur Tatooine où ils pénètrent dans l'ancien palais de Jabba. Ils éliminent les gardes, puis leur maître, Bib Fortuna, l'ancien majordome de Jabba, et prennent sa place.
Après la défaite du Premier Ordre, une résurgence de l'Empire, sur Exegol en 35 ap. BY, la Jedi Rey se rend sur Tatooine, à l'ancienne ferme des Lars. Elle y enterre les sabres de Luke Skywalker et de la princesse Leia Organa et choisit de prendre comme nom de famille « Skywalker »,.

## Univers Légendes
À la suite du rachat de la société Lucasfilm par The Walt Disney Company, tous les éléments racontés dans les produits dérivés datant d'avant le 26 avril 2014 ont été déclarés comme en dehors du canon et ont alors été regroupés sous l’appellation « Star Wars Légendes ».

### Avant la guerre des clones

Vue d'artiste d'une planète semblable à Tatooine avant qu'elle ne soit ravagée par l'Empire infini.

Vers 30 000 av. BY, l'Empire infini des rakatas, une espèce originaire de Rakata Prime, connaît une forte période d'expansion. Tatooine fait partie des mondes qu'il contrôle et les ancêtres des tuskens sont réduits à l'esclavage,. Il s'agit alors d'une planète verdoyante qui est finalement ravagée par les rakatas, devenant ainsi une planète désertique,. L'Empire infini s'effondre en 25 200 av. BY à la suite d'une épidémie et de diverses révoltes des esclaves.
Durant les millénaires qui suivent, de nombreuses tentatives de colonisation échouent ne parvenant pas à durer. Il faut attendre 700 av. BY pour qu'une colonie de moines b'omarr s'y installe et perdure. Ils sont suivis vers 100 av. BY par des mineurs qui se reconvertissent en fermiers. Vers 65 av. BY, les hutts s'emparent de la planète et l'utilisent comme point de transfert pour leurs marchandises grâce à sa position stratégique.

### Après la chute de l'Empire
À la suite de la mort de Jabba le Hutt en 4 ap. BY, les Hutts perdent le contrôle de la planète. Celle-ci est alors disputée par des seigneurs du crime durant plusieurs décennies. Elle est finalement récupérée par les Hutts qui sont ensuite contraints de fuir l'avancée des Yuuzhan Vong qui ont conquis une grande partie de leur territoire.

## Concept et création
Dans les premiers brouillons de Star Wars, George Lucas change régulièrement les noms des planètes et des personnages. À l'origine, le film devait s'ouvrir sur la quatrième lune d'Utapau où vit le jeune guerrier Annikin Starkiller. Dans la version de 1974 intitulée The Star Wars, les droïdes rescapés parcourent le désert de la planète Aquilae, qui reprend plus tard le nom d'Utapau. Avant que la production ne commence, Lucas commande des concept art au dessinateur Ralph McQuarrie, ceux-ci montrent des robots perdus dans un monde désertique sous la chaleur torride de deux soleils, ainsi que de mystérieux tuskens masqués montant des banthas,,.

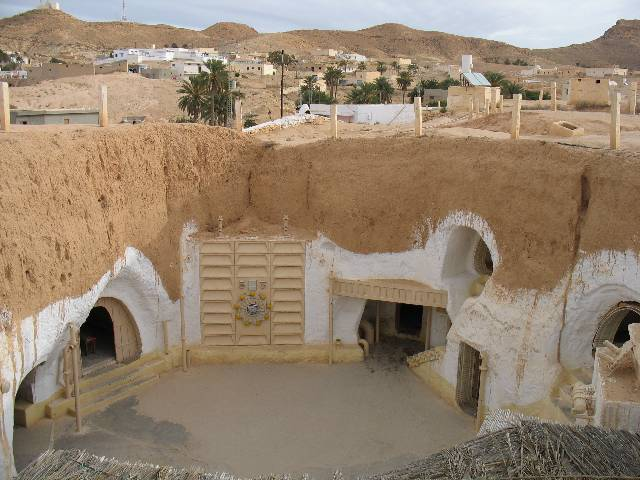
L'hôtel Sidi Driss, à Matmata en Tunisie, a servi de décor pour la ferme des Lars.

La plupart des scènes ont été tournées en Tunisie. Bien que la ville de Tataouine ait inspiré le nom de la planète, elle n'a pas servi de lieu de tournage. Les équipes des films sont plutôt allées du côté de Djerba, Matmata et Nefta. Le passage qui se déroule dans la cantina dans Un nouvel espoir a été tourné à Ajim, un village de Djerba. L'habitation de Ben Kenobi dans le film est montrée à partir d'une prise de vue située à trois kilomètres au nord de ce village. Les scènes de la ferme des Lars sont filmées à Matmata. Le Chott el-Gharsa, la ville de Médenine et le Ksar Ouled Soltane servent de fond à Mos Espa.
D'autres scènes ont été tournées en Californie dans la Vallée de la Mort, les dunes Algodones et la Vallée impériale.

## Adaptation
En plus de ses apparitions officielles dans les romans, mises en roman, films et séries télévisées, Tatooine apparaît dans d'autres produits dérivés de l'univers Star Wars.

### Jeux vidéo
La planète Tatooine est présente dans de nombreux jeux vidéo. Elle joue ainsi un rôle important dans le RPG Star Wars: Knights of the Old Republic sorti en 2003. Le joueur incarne Revan et avec l'aide de ses alliés, il doit retrouver une « carte stellaire », un vestige d'une ancienne civilisation disparue. Tatooine apparaît dans sa suite, le MMORPG Star Wars: The Old Republic sorti en 2011, qui se déroule trois-cents ans plus tard,.
Dans les jeux vidéo de course Star Wars Episode I: Racer et Star Wars: Racer Arcade sortis respectivement en 1999 et 2000, le joueur a la possibilité de revivre la Boonta, la célèbre course de modules visible dans La Menace fantôme,. Le second est un jeu d'arcade qui reproduit fidèlement les commandes des modules de course.
Tatooine apparaît dès 2004 dans le FPS Star Wars: Battlefront où des parties peuvent avoir lieu dans la Mer de dunes et la ville de Mos Eisley,. Dans sa suite Star Wars: Battlefront II sorti en 2005, la Mer de dunes n'est pas conservée mais le palais de Jabba fait son apparition et la ville de Mos Eisley est conservée,,. La planète est toujours présente dans les redémarrages Star Wars Battlefront et Star Wars Battlefront II sortis respectivement en 2015 et 2017. Ces nouvelles versions offrent la possibilité au joueur de combattre sur des cartes de Tatooine bien plus grandes que dans les jeux d'origine,.
En tant que planète majeure de l'univers Star Wars, Tatooine apparaît également dans plusieurs jeux très variés de la franchise. En 2009, il est possible de télécharger une extension au jeu Star Wars : Le Pouvoir de la Force, il s'agit de Star Wars : Le Pouvoir de la Force : Tatooine, un épisode centré sur le palais de Jabba. Elle apparait également dans des jeux de plateformes, comme dans les jeux Star Wars, sorti sur NES en 1981, et Super Star Wars, sorti sur SNES en 1992, des jeux d'action-aventure comme Star Wars, épisode I : La Menace fantôme, sorti sur PlayStation en 1999, en tant qu'arène dans des jeux de duels comme Star Wars: The Clone Wars - Duels au sabre laser, dans des jeux éducatifs comme Star Wars: Droid Works ou en tant que menu de sélection des niveaux dans Lego Star Wars : La Saga complète.
La planète est le principal lieu d'action de Star Wars: Trials on Tatooine, un jeu en réalité virtuelle sorti en 2016 et dont l'intrigue se déroule durant l'ère impériale.
Tatooine est également représentée dans plusieurs jeux vidéos en dehors de la franchise Star Wars. En effet, la cantina apparait dans le battle royale Fortnite, lors d'un croisement entre les deux licences,. Elle apparait également dans le jeu mobile Angry Birds Star Wars, développé par Rovio, en tant que premier niveau du jeu.

### Figurines
De nombreuses figurines représentent des personnages lors de leur passage sur la planète désertique. Ainsi en 2003, la société Hasbro commercialise des figurines à l'effigie de Luke Skywalker, C-3PO ou encore des tuskens lors de l'embuscade tendue par ces derniers,,. Des figurines à l'effigie des clients de la cantina de Mos Eisley, d'Anakin Skywalker massacrant des tuskens, et de Dark Maul lors de son combat avec Qui-Gon Jinn sont également commercialisées par Hasbro,,,.
Lego a produit des figurines sphériques de diverses planètes, celle de Tatooine est sortie en 2012 sous le numéro 9675 « Sebulba's Podracer & Tatooine », elle est accompagnée d'une figurine de Sebulba et d'une de son module de course. Outre cela, Lego a aussi produit un certain nombre d'autres boîtes représentant différents lieux et évènements de Tatooine, notamment la ferme des Lars, sortie en 2021 sous le numéro 40451 « Tatooine Homestead »,, et d'une représentant la traque du dragon krayt visible dans la saison 2 de The Mandalorian, celle-ci est sortie en 2021 sous le numéro 75299 « Trouble on Tatooine »,. Une version Lego de la cantina de Mon Eisley a également été commercialisée en 2020, reprenant la scène du bar en version miniature vue dans Un nouvel espoir. De plus, à Legoland California des reproductions en miniature de la ferme d'humidité des Lars, du spatioport où est posé le Faucon Millenium et de la cantina de Mos Eisley sont visibles dans le miniland Star Wars.

### Parcs d'attractions

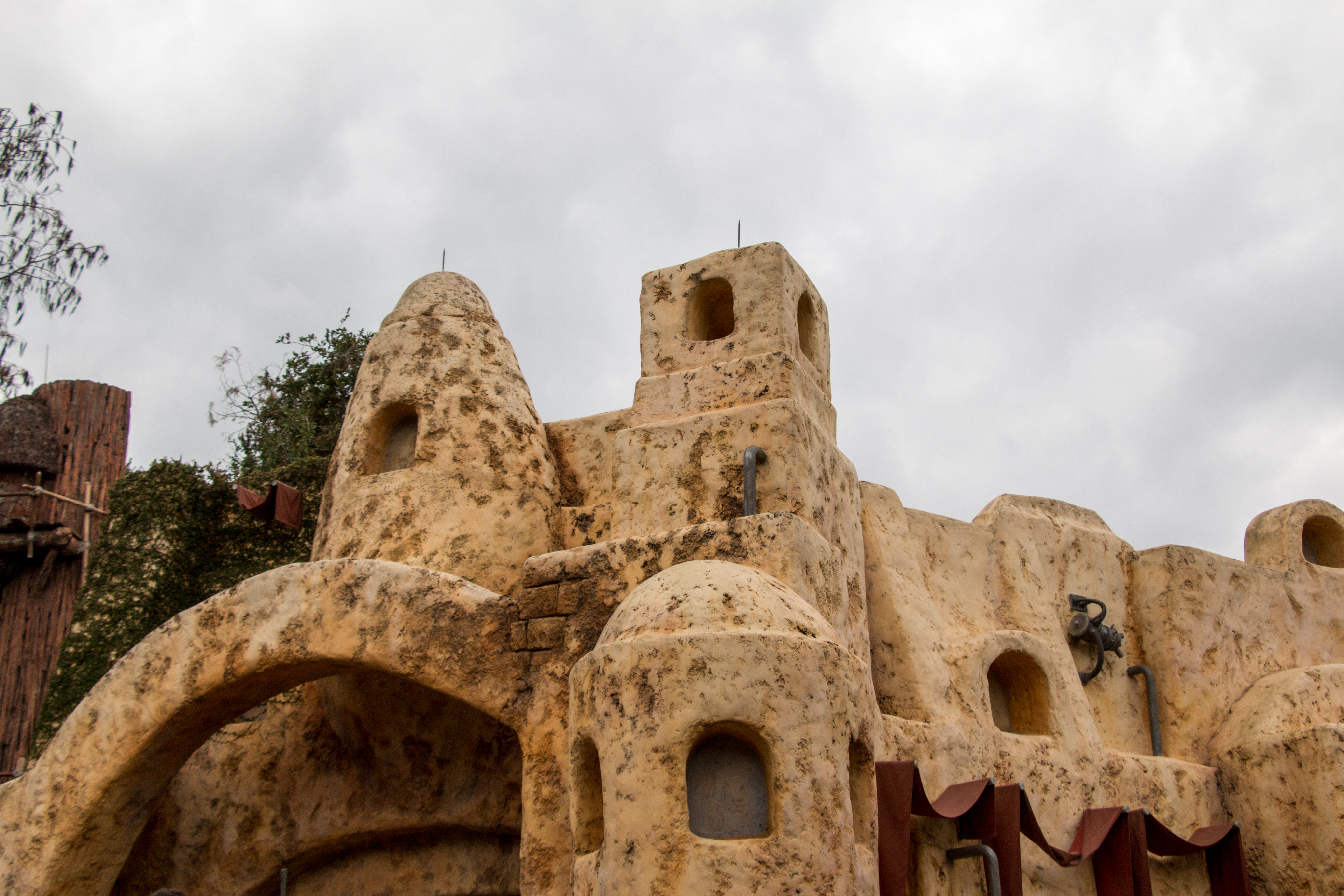
La boutique Tatooine Traders à la sortie de Star Tours: The Adventures Continue à Walt Disney World Resort.

La planète apparaît dans l'attraction Star Tours: The Adventures Continue, version rénovée de Star Tours. Le visiteur monte à bord d'un Starspeeder 1000, un vaisseau de transport intergalactique, qui se retrouve pourchassé par l'Empire ou le Premier Ordre car un espion rebelle se trouve à bord. Durant son voyage, le vaisseau visite deux planètes, parmi lesquelles peut se trouver Tatooine, dans ce cas le visiteur participe à une course de modules avant de retourner en hyperespace. Cette attraction est située dans les parcs Disneyland Resort et Walt Disney World Resort aux États-Unis depuis 2011,, à Tokyo Disney Resort au Japon depuis 2013, et à Disneyland Paris en France depuis 2017. La version de Walt Disney World se termine dans la boutique de souvenirs Tatooine Traders qui reprend l'architecture des habitations de la planète.
En 2013, la Walt Disney Imagineering est chargée de concevoir Star Wars: Galaxy's Edge, une nouvelle zone thématique des parcs Disneyland et Disney's Hollywood Studios. L'idée principale est de faire de cette zone l'une des plus immersives, les imagineers envisagent donc de reproduire l'une des planètes de la trilogie originale. Ils pensent à Tatooine et Endor, et prévoient notamment de construire une reproduction de la cantina de Mos Eisley. Cependant, au même moment une nouvelle trilogie de films est en production. Robert Iger, alors PDG de la Walt Disney Company, demande que la planète choisie ne provienne pas des deux premières trilogies,,. Une nouvelle planète est finalement conçue, il s'agit de Batuu, un repaire de contrebandiers situé dans la Bordure extérieure.

## Réception

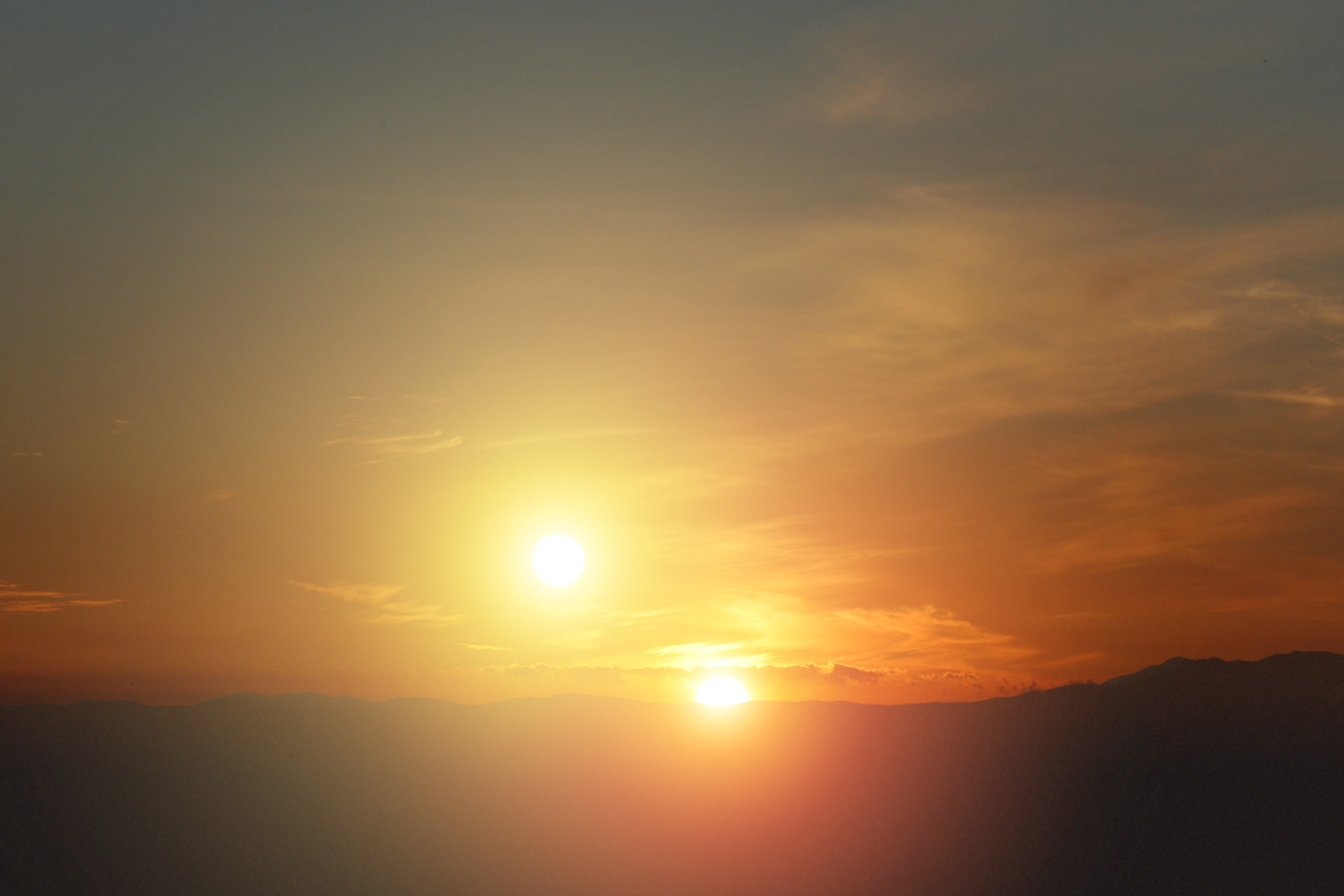
Vue d'artiste d'un coucher de soleil binaire.

Le site internet Vulture place la planète désertique à la sixième position dans son classement des meilleures planètes de l'univers Star Wars. Il s'agit selon ce site d'un lieu iconique de la saga, bien que se trouvant au milieu de nulle part. Dans le même genre de classement, le site internet Screen Rant place Tatooine à la première position, soulignant la beauté du paysage lors du coucher de soleil binaire. Bien qu'il s'agisse de la planète la plus visitée dans la saga, il souhaiterait qu'elle réapparaisse dans les futurs films, il s'agit en effet du monde d'origine des Skywalker,. Cependant, il déplore que Jakku, la planète désertique visible au début de Le Réveil de la Force, ressemble autant à Tatooine.
Ian Goodwillie du webzine Comic Book Resources dresse quant à lui la liste des dix éléments illogiques sur l'histoire fictive de Tatooine. Il y a selon lui très peu de chances qu'autant d'évènements importants se déroulent sur cette « boule poussiéreuse de la Bordure extérieure ». Il note qu'il s'agit de la planète d'origine d'Anakin Skywalker, celle où Maul est mort, où se trouve le palais de Jabba le Hutt, la destination de plusieurs missions d'Anakin, un lieu où Luke Skywalker puis Boba Fett restent plusieurs années, et surtout qu'il y a un très grand nombre d'habitants pour un monde désertique avec si peu d'intérêt.

## Postérité

### DansStar Wars
En 2015, le site officiel StarWars.com inscrit la célèbre planète désertique dans sa liste des mondes à visiter, notamment pour la beauté de ses dunes, la ferme des Lars et la course de module de la Boonta. Il y conseille cependant d'éviter le palais de Jabba le Hutt, le puits du sarlacc ainsi que les campements des tuskens.
La planète désertique Jakku visible dans Le Réveil de la Force est souvent comparée à Tatooine, elles ont en effet de nombreux points communs.

### Dans la culture
Les lieux de tournage des scènes de Tatooine sont désormais célèbres dans le monde. Ainsi, plus de dix ans après la sortie de La Menace fantôme et de L'Attaque des clones, la situation du site de Mos Espa est encore suivi. Les scientifiques ont utilisé ce repère pour déterminer la vitesse de déplacement des dunes. Or, les résultats sont peu réjouissants pour le site. En effet, il a été constaté que le sable ensevelit progressivement la zone, et que, bien qu'elle sera déterrée par le mouvement des dunes qui l'enveloppent, elle aura subit de notables dégâts,. Les fans et ceux qui profitent du tourisme intensif créé par le tournage de scènes de Star Wars tentent alors de sauver le site.
En 2017, une réplique de la cantina de Mos Eisley est installée à Hollywood, en Californie. Cette reproduction se nomme « Scum & Villainy Cantina » et propose des boissons et des vêtements destinés à donner l'impression au client qu'il vit une expérience typique de Star Wars,.
En août 2019, le rappeur Kanye West annonce qu'il conçoit des maisons en kit inspirées des habitations de Tatooine ayant pour objectif de devenir des habitations à loyer modéré. Ses prototypes à Calabasas en Californie ont été démolis, tous les permis nécessaires n'ayant pas été obtenus,.

### Dans les sciences
Tatooine a marqué la culture par l'iconique scène du coucher de soleil binaire dans Un nouvel espoir sorti en 1977. En effet, le film y présente le concept d'objet circumbinaire, dont le premier a été découvert en 1993. Depuis, les exoplanètes découvertes dans des systèmes binaires sont parfois surnommées « Tatooine ».

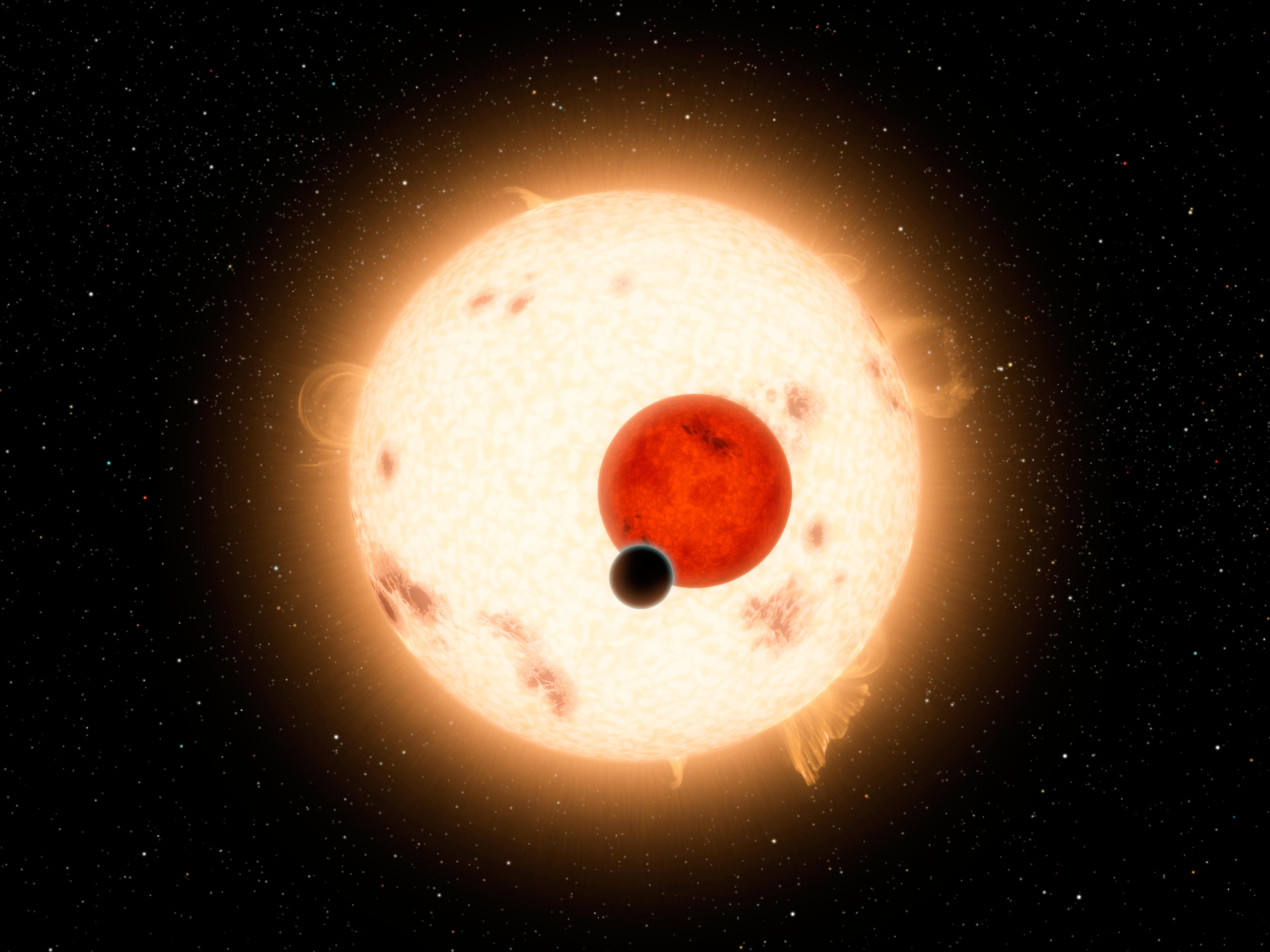
Vue d'artiste du système de Kepler-16.

En 2015, la NASA publie un article expliquant que de nombreux objets célestes récemment découverts ont des propriétés similaires à celles des planètes de l’univers de Star Wars. Parmi eux, les exoplanètes Kepler-16 b et Kepler-453 b orbitent, comme Tatooine, autour d'une étoile binaire. Avant cette découverte, le système binaire de Tatooine n'était considéré que comme de la science-fiction. Toutefois, la réalité va parfois plus loin, avec la découverte des étoiles multiples.
Outre ses deux étoiles, Tatooine est remarquable car elle est entièrement désertique. Le modèle de climat désertique chaud est commun, et bien que la question du manque d'eau soit primordiale pour discuter de l'existence de vie, elle est considérée comme la planète la plus réaliste de la saga. La présence de deux étoiles est cohérente avec le fait que l'effet de serre agit différemment en milieu désertique.